# Out for Blood (musikalbum)
Out for Blood är det femte studioalbumet med det amerikanska death metal-bandet Sadus, utgivet 2006 av skivbolaget Mascot Records.

## Låtlista
1. "In the Name of..."  – 6:09
2. "No More"  – 4:51
3. "Smackdown"  – 4:43
4. "Out for Blood"  – 4:38
5. "Lost It All"  – 4:39
6. "Sick"  – 3:39
7. "Down"  – 3:16
8. "Freedom"  – 6:57
9. "Freak"  – 2:56
10. "Cursed"  – 8:10
11. "Crazy"  – 5:42

Bonusspår på en begränsad utgåva med en extra CD
1. "Black March" (från Red Demo, nyinspelning) – 4:59
2. "Invaders" (Iron Maiden-cover) – 3:22
3. "Merciless Death" (Dark Angel-cover) – 4:16

## Medverkande
Musiker (Sadus-medlemmar)
- Darren Travis – sång, gitarr
- Steve DiGiorgio – basgitarr, synthesizer, sitar, bakgrundssång
- Jon Allen – trummor, percussion

Bidragande musiker
- Chuck Billy – sång (spår 11)
- Juan Urteaga – sång (spår 4)

Produktion
- Alec Cartio – producent
- Børge Finstad – producent, ljudtekniker
- Juan Urteaga – ljudtekniker, ljudmix
- Ken Lee – mastering
- Travis Smith – omslagsdesign, omslagskonst
- Patrick "Swissman" Ramseier, Corrado Breno, Wendy The, Javier Arce – foto